# Ernyős sárma
Az ernyős sárma, kígyóvirág vagy ernyős madártej (Ornithogalum umbellatum) a spárgafélék (Asparagaceae) családjába, a csillagvirágformák (Scilloideae) alcsaládjába tartozó növényfaj. Hívják még kakastejnek, úri madártejnek, zöld csíknak is. Dél- és Közép-Európa nagy részén (északra Belgiumig), Északnyugat-Afrikában és Délnyugat-Ázsiában őshonos. Magyarországon is gyakori. Észak-Amerikában dísznövényként termesztik, de kikerült a kertekből és sokfelé megtalálható. Száraz erdőkben, utak mentén, száraz és félszáraz gyepeken, cserjésekben gyakori növény.

## Jellemzése
Évelő, hagymás növény; a fehér színű hagyma 15–25 mm hosszú, átmérője 18–32 mm. 6-10 hosszú, szálas, tőállású levele van, ezek max. 30 cm hosszúak, 8 mm (tipikusan 2–5 mm) szélesek, felső oldalukon fehér csíkot viselnek. A magszár 10–30 cm-es. A csillag alakú, tejfehér, aktinomorf virágok sátorozó fürtben nyílnak 6-20-asával, a kissé lehajló, 15–22 mm hosszú lepellevelek kívül zöld csíkosak. Az április-májusban nyíló, 3–4 mm széles, 6 leplű virágok a 6 kiálló, sárga porzóval ernyőszerű megjelenésűek („ernyős” sárma). Rovarok porozzák be. Termésük háromrekeszű toktermés, a terméskocsányok vízszintesen elállók.

## Termesztése
Az ernyős sárma sok nedvességet igényel a téli és tavaszi időszakban, de jól tűri a nyári szárazabb időszakokat. A félárnyékot kedveli.

## Felhasználása
Mérgező növény.
A szívre ható glikozidokat (kardenolidokat) tartalmaz, mint a konvallozid, a konvallotoxin, a rodexin A és a rodexozid. 
A felhalmozódott glikozidok miatt mérgező, különösen a hagymája. A homeopátia gyomor- és nyombélfekély ellen veti be.

## Galéria

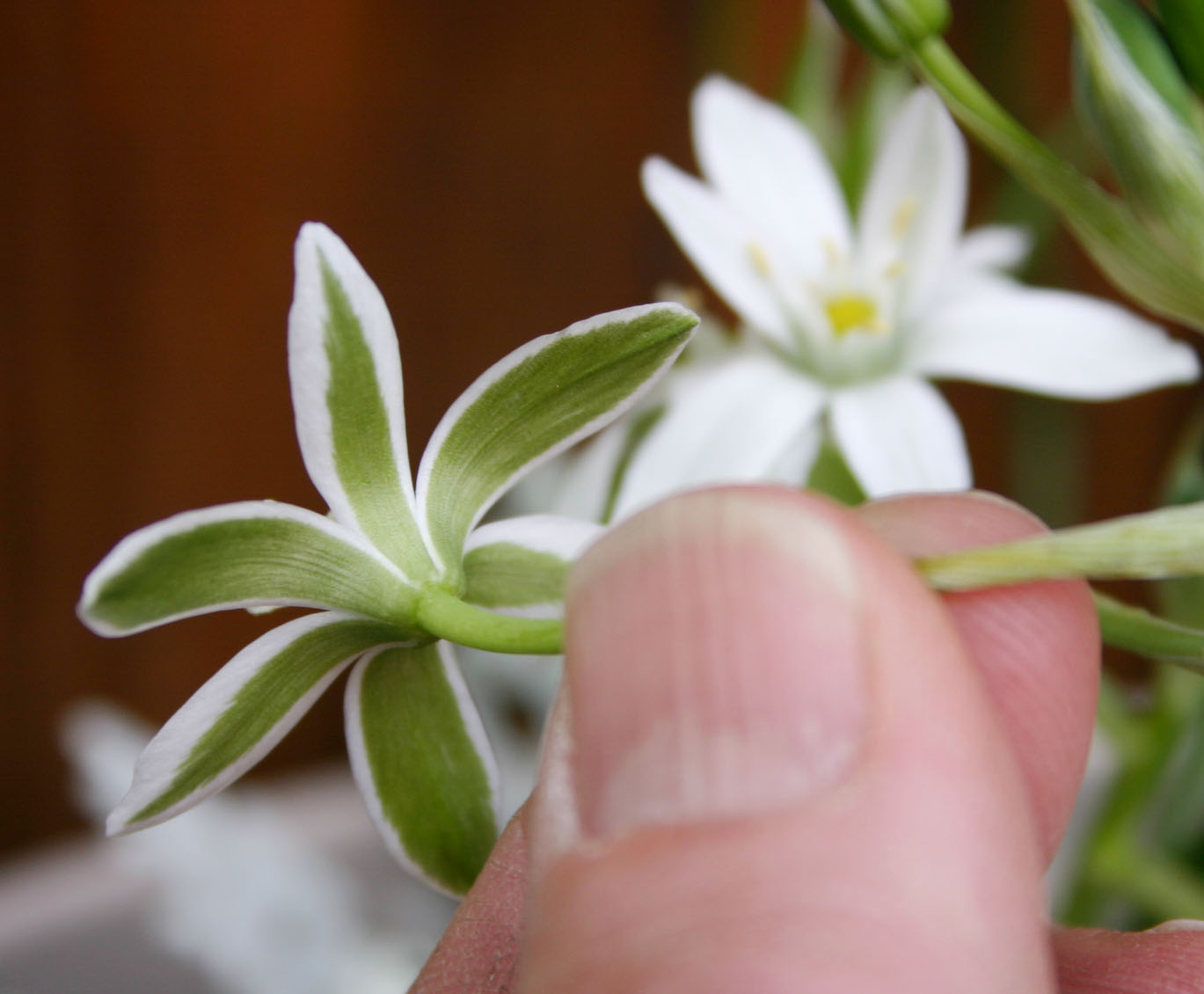
Zöld csík látható a lepellevelek hátoldalán
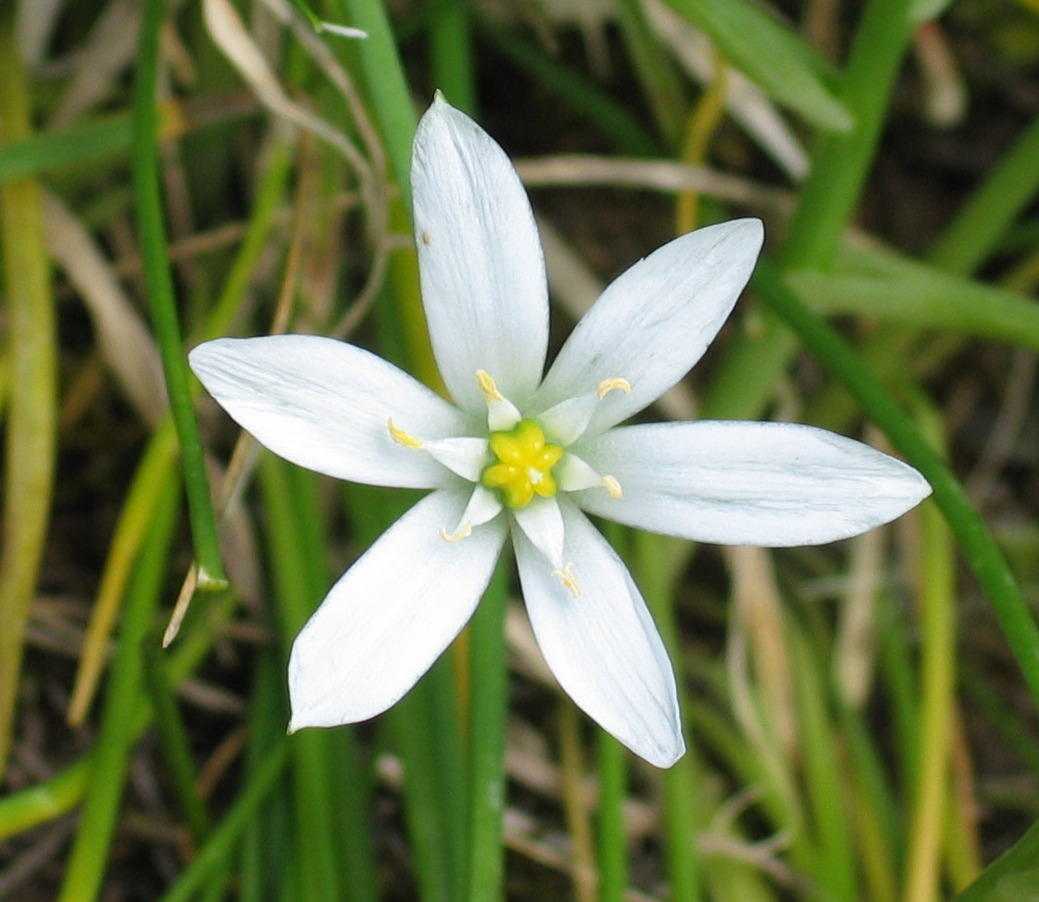
Közelkép a virágról
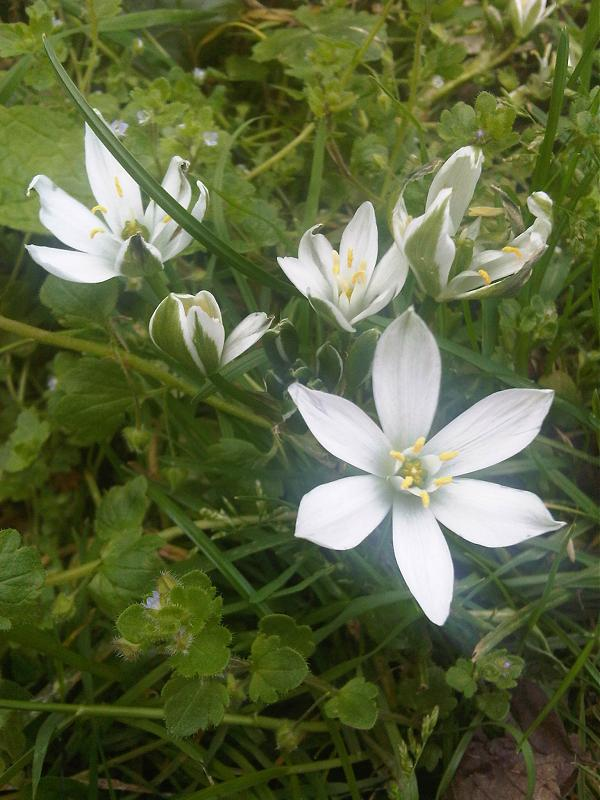
kivirágozva Londonban